# Aleksandra Zajączek

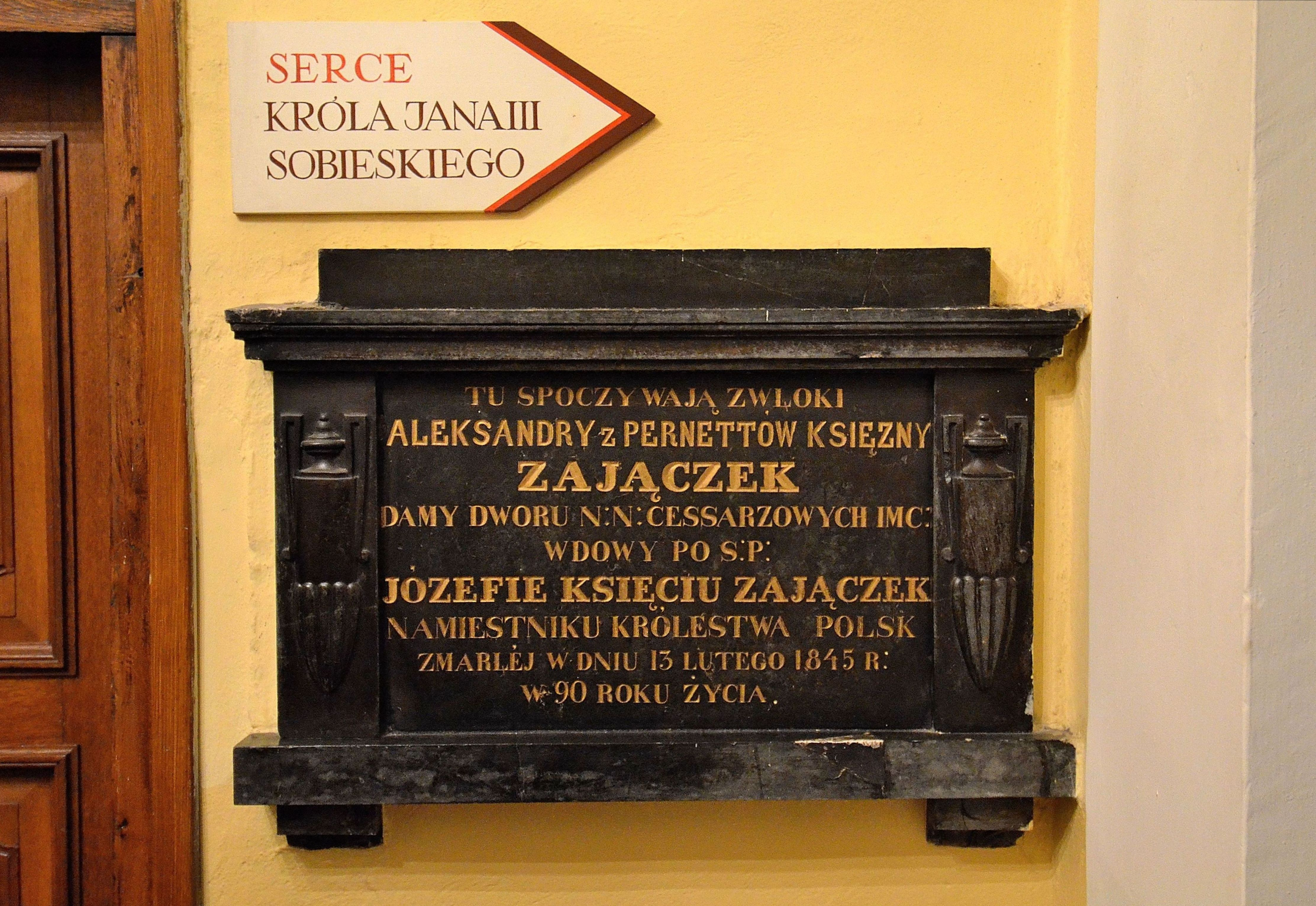
Tablica epitafijna Aleksandry Zajączek w kościele Przemienienia Pańskiego w Warszawie

Aleksandra Zajączek księżna herbu Świnka z domu de Pernett (Aleksandra Zajączkowa; ur. ok. 1754 w Słonimie, zm. 13 lutego 1845 w Warszawie) – żona gen. Józefa Zajączka, namiestnika Królestwa Polskiego.

## Życiorys
Urodziła się w Słonimie koło Grodna i pochodziła z rodziny uchodźców hugenockich: była córką pułkownika wojsk litewskich Jakuba Franciszka Perneta, adiutanta hetmana Michała Kazimierza Ogińskiego. W 1786 roku wyszła za mąż za podpułkownika Zajączka, rozwiódłszy się ze swoim pierwszym mężem Isaure, nadwornym lekarzem Jana Klemensa Branickiego, hetmana wielkiego koronnego. Dzięki wpływom Zajączka w Rzymie poprzedni ślub został unieważniony, mimo że w momencie poznania przyszłego męża Aleksandra miała dziewięcioletniego syna (poległ w 1792 w bitwie pod Jemappes).
Generałowa Zajączkowa była słynna ze swojej urody, którą zachwycała do później starości. Według przekazów sekretem jej młodości były kąpiele w lodowatej wodzie, spanie w nieogrzewanej sypialni ochładzanej lodem, spożywanie tylko zimnych i surowych posiłków, a dla utrzymania dobrej kondycji codzienne dziesięciokilometrowe spacery i jazda konna. Świeży wygląd skóry na ramionach w późnym wieku zawdzięczała jednak cienkiej warstwie wosku. W 1836 roku poznała Honoriusza Balzaca, który ocenił według urody jej wiek na 35 lat, a w wieku 60 lat zasłynęła romansem z młodszym od niej o 40 lat Wojciechem Grzymałą, który wkrótce porzucił ją dla młodszej George Sand.
W 1818 wraz z mężem otrzymała tytuł książęcy herbu Świnka.
Po śmierci męża (w 1826) car przyznał jej dożywotnią pensję w wysokości 75 230 złotych polskich rocznie, poza przysługującą jej jako wdowie wojskową pensją emerytalną (24 770 złp).
Józef Zajączek i Aleksandra de Pernet nie mieli dzieci. Spadkobiercą wszystkich dóbr na mocy testamentu z 31 stycznia 1826 roku został Józef Radoszewski, zięć Ignacego Zajączka, brata generała.
Była damą dworu cesarzowej rosyjskiej Aleksandry Romanowej.
Generałowa dożyła sędziwego wieku. Zmarła w pałacu Mniszchów przy ulicy Senatorskiej i została pochowana w kościele Przemienienia Pańskiego przy ul. Miodowej w Warszawie.